# 华东师范大学盐城实验中学
华东师范大学盐城实验中学，是江苏省盐城市城南新区南海组团的中学。学校于2017年4月由盐城市和华东师范大学共同建立，于2018年开始招生。华东师范大学将派出专业团队运营管理。

## 校园
校区占地300多亩。